# پودگوراتس (بویواتس)
پودگوراتس (به صربی: Podgorac) یک منطقهٔ مسکونی در صربستان است که در Boljevac واقع شده‌است. پودگوراتس ۲٬۲۱۸ نفر جمعیت دارد.